# Décès en 1329
Décès
- 1325
- 1326
- 1327
- 1328
- 1329
- 1330
- 1331
- 1332
- 1333

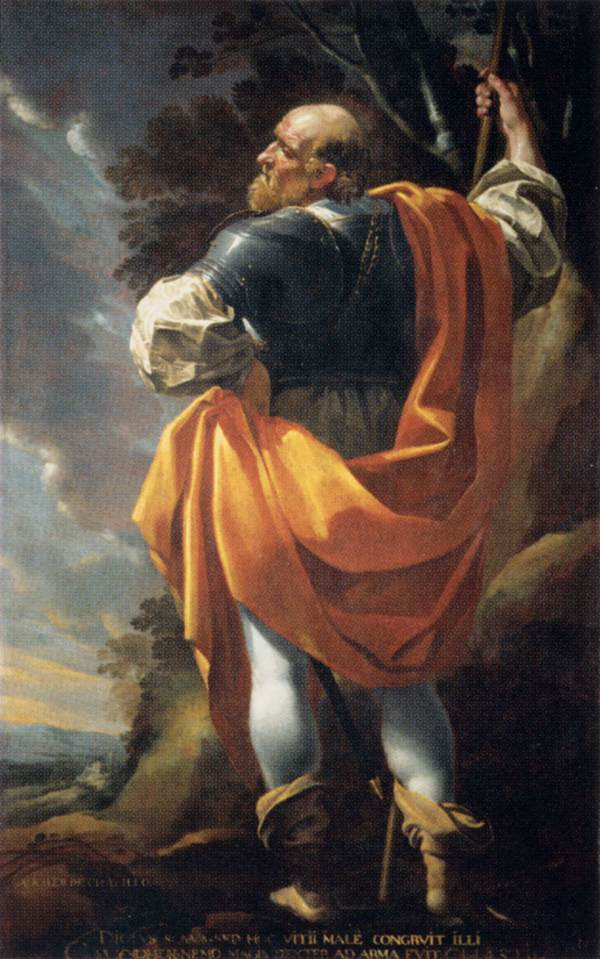
Gaucher V de Châtillon, mort en 1329.

Cette page dresse une liste de personnalités mortes au cours de l'année 1329 :
- 21 janvier : Henri II de Mecklembourg,  coprince puis prince de Mecklembourg.
- 21 avril: 
  - Macé Ferrand, légiste français et chancelier de France.
  - Ferry IV de Lorraine, duc de Lorraine.
- 31 mai : Albertino Mussato, homme d'État, écrivain, chroniqueur et poète italien.
- 7 juin : Robert Ier Bruce, roi d'Écosse.
- 10 juin : John de Bermingham, 1er comte de Louth, commandant-en-chef des forces anglaises en Irlande.
- 25 juin : Conrad de Schöneck, évêque de Worms.
- 22 juillet : Cangrande della Scala, condottiere et politicien italien, membre de la dynastie scaligère.
- 30 août : Qutugku Khan, Khan mongol.
- septembre : Rossolin, évêque de Riez.
- 27 octobre : Guillaume Ier de Melun, archevêque de Sens.
- 4 novembre : Édouard de Savoie, comte de Savoie, d'Aoste et de Maurienne.
- 27 novembre : Mahaut d'Artois, princesse de la maison capétienne d'Artois, comtesse d’Artois, pair de France par son titre de comtesse d'Artois, comtesse de Bourgogne.

- Blanche de Bouville, noble française.
- Sciarra Colonna, sénateur romain appartenant à la puissante famille des Colonna.
- Michel d'Iméréthie, 3e roi d'Iméréthie.
- Gaucher V de Châtillon, seigneur de Châtillon, comte de Porcien (Château-Porcien), connétable de Champagne puis connétable de France durant les règnes de cinq rois différents. Il est aussi précepteur du futur Louis X de France.
- Heinrich de Freiberg, poète allemand.
- Oshin de Korikos, noble arménien de la famille héthoumide.
- Jean de Nassau, prince-évêque de Bamberg.
- Raoul de Presles, légiste français du XIVe siècle, conseiller du roi Philippe IV le Bel.

date incertaine (vers 1329)
- Malise IV de Strathearn, 7e comte de Strathearn.
- John de Menteith, baron écossais.

## Crédit d'auteurs
- Cet article est partiellement ou en totalité issu de l'article intitulé « 1329 » (voir la liste des auteurs).